# ميريام كوك
ميريام كوك أكاديمية أمريكية في دراسات الشرق الأوسط والعالم العربي.مختصة في الأدب العربي وإعادة التقييم النقدي لأدوار المرأة في المجال العام. تلقت تعليمها في المملكة المتحدة، وهي محررة مشاركة في مجلة دراسات المرأة في الشرق الأوسط.
وهي أستاذة الأدب والثقافة العربية الحديثة في جامعة ديوك. حصلت على الدكتوراه من كلية سانت أنتوني بأكسفورد عام 1980.

## روابط خارجية
- ميريام كوك على موقع أرشيف الشارخ.
- أوراق ميريام كوك - أرشيف مركز بيمبروك، جامعة براون